# Lars-Erik Liedholm
Lars-Erik Liedholm (5 de abril de 1928 - 19 de diciembre de 1996) fue un actor, director y guionista de nacionalidad sueca.

## Biografía
Nacido en Motala, Suecia, sus padres eran Hans Liedholm y Elsa Welander. Graduado en Lund en 1948, después cursó estudios en la escuela del Teatro Municipal de Gotemburgo entre 1951 y 1954. Desde 1954 a 1955 trabajó como director en el Wasa Teater de Finlandia, cumpliendo con la misma función entre 1956 y 1959 en el Norrköping-Linköping stadsteater, de 1960 a 1964 en el Stadsteater de Helsingborg, y desde 1964 a 1969 en el Dramaten. Después trabajó como artista independiente, trabajando como invitado en países como Finlandia, Dinamarca, Bélgica, Francia, Estados Unidos y Canadá. Entre 1982 y 1985 fue el director del Östgötateatern, y a partir de 1985 trabajó de nuevo como independiente, recibiendo invitaciones para actuar en Varsovia y Copenhague.
Además de su actividad teatral, Liedholm también escribió guiones y dirigió producciones cinematográficas y televisivas. Debutó en 1946 con la película Det eviga leendet, basada en la novela del mismo nombre de Pär Lagerkvist. En 1963 escribió el guion de Kurragömma, y ese mismo año fue ayudante de dirección de Ingmar Bergman en El silencio. En 1964 fue ayudante de dirección de la cinta de Bergman För att inte tala om alla dessa kvinnor, y en 1965 dirigió Juninatt. En 1971 escribió el guion y dirigió la serie televisiva Familjen Ekbladh, realizando también en 1976 el telefilm Väninnorna.
Liedholm también hizo algunas actuaciones para el cine y la televisión. Su primer papel tuvo lugar en 1964 en la cinta de Ingmar Bergman För att inte tala om alla dessa kvinnor. En 1973 actuó en la serie televisiva Den vita stenen, en 1980 en Ett drömspel, y en 1985 en August Strindberg: Ett liv. Su último papel televisivo llegó en 1988 con Oväder.
Lars-Erik Liedholm falleció en Estocolmo, Suecia, en el año 1996. Se había casado tres veces. Su primera esposa fue la actriz Helen Jonson, con la que se casó en 1958. En 1960 se casó con la artista Catharina Houmann, y entre 1977 y 1982 transcurrió su último matrimonio, con la actriz Birgit Carlstén.

## Filmografía

### Actor
- 1964 : För att inte tala om alla dessa kvinnor
- 1973 : Den vita stenen (TV)
- 1980 : Ett drömspel (TV)
- 1985 : August Strindberg: Ett liv (TV)
- 1988 : Oväder (TV)

### Director
- 1946 : Det eviga leendet
- 1965 : Juninatt
- 1971 : Familjen Ekbladh (TV)
- 1973 : Är de vuxna inte riktigt kloka? (TV)
- 1976 : Väninnorna (TV)

### Guionista
- 1946 : Det eviga leendet
- 1963 : Kurragömma
- 1971 : Familjen Ekbladh (TV)

## Teatro

### Actor
- 1950 : La ópera de los tres centavos, de Bertolt Brecht y Kurt Weill, dirección de Ingmar Bergman, Intiman
- 1950 : En skugga, de Hjalmar Bergman, dirección de Ingmar Bergman, Intiman[4]
- 1950 : Medea, de Jean Anouilh, dirección de Ingmar Bergman, Intiman
- 1951 : Drömflickan, de Elmer Rice, dirección de Hasse Ekman, Intiman[5]
- 1952 : I skvallerspegeln, de Samuel Spewack, dirección de Knut Ström, Teatro Municipal de Gotemburgo
- 1953 : Den jäktade, de Ludvig Holberg, dirección de Josef Halfen, Teatro Municipal de Gotemburgo
- 1957 : Vägen till Rom, de Robert E. Sherwood, dirección de Kurt-Olof Sundström, Norrköping-Linköping stadsteater
- 1957 : Historia del soldado, de Ígor Stravinski y Charles-Ferdinand Ramuz, dirección de John Zacharias, Norrköping-Linköping stadsteater
- 1958 : Oh, mein Papa!, de Erik Charell, Jürg Amstein y Paul Burkhard, dirección de Albert Gaubier y John Zacharias, Norrköping-Linköping stadsteater
- 1958 : Richard II, de William Shakespeare, dirección de Olof Widgren y John Zacharias, Norrköping-Linköping stadsteater
- 1959 : Den vackra mjölnarfrun, de Alejandro Casona, dirección de Sam Besekow, Norrköping-Linköping stadsteater

### Director
- 1953 : Moony's Kid Don't Cry, de Tennessee Williams, Korallen (Stenungsund)[6]
- 1953 : I Italien, de Hjalmar Bergman, Korallen (Stenungsund)
- 1954 : Les Jours heureux, de Claude-André Puget, Pionjärteatern[7]
- 1955 : Don Quijote – Der Ritter von der traurigen Gestalt, de Wulf Leisner, adaptación de Lars Hansson, Teatern i Gamla stan[8]
- 1957 : Den kinesiske æske, de Finn Methling, adaptación de Lars-Erik Liedholm, Norrköping-Linköping stadsteater
- 1958 : Don Quijote – Der Ritter von der traurigen Gestalt, de Wulf Leisner, adaptación de Lars Hansson, Norrköping-Linköping stadsteater
- 1958 : D’après nature ou presque, de Michel Arnaud, adaptación de Eva Tisell, Norrköping-Linköping stadsteater
- 1959 : Flowering Cherry, de Robert Bolt, adaptación de Sven Barthel, Norrköping-Linköping stadsteater
- 1959 : Where’s Charley, de George Abbott y Frank Loesser, adaptación de Esse Björkman, Norrköping-Linköping stadsteater
- 1961 : Strömkarlen, de Björn-Erik Höijer, Wasa Teater[9]
- 1962 : It's Never Too Late, de Felicity Douglas, Helsingborgs stadsteater[10]
- 1962 : Hot Summer Night, de Ted Willis, Helsingborgs stadsteater[11]
- 1964 : The Playboy of the Western World, de John Millington Synge, Dramaten
- 1968 : Varför är det så ont om Q?, de Hans Alfredson, Dramaten
- 1969 : Spöksonaten, de August Strindberg, Norrköping-Linköping stadsteater
- 1970 : Bodas de sangre, de Federico García Lorca, adaptación de Karin Alin y Hjalmar Gullberg, Norrköping-Linköping stadsteater
- 1989 : A view from the bridge, de Arthur Miller, Riksteatern[12]
- 1990 : Haren och vråken, de Lars Forssell, Riksteatern[13]
- 1994 : Cabaret, de Joe Masteroff, John Kander y Fred Ebb, Intiman[14]

### Escenógrafo
- 1957 : Den kinesiske æske, de Finn Methling, adaptación y dirección de Lars-Erik Liedholm, Norrköping-Linköping stadsteater
- 1958 : D’après nature ou presque, de Michel Arnaud, adaptación de Eva Tisell, dirección de Lars-Erik Liedholm, Norrköping-Linköping stadsteater